# كريم مورتيمر
كريم مورتيمر (بالإنجليزية: Kareem Mortimer)‏ هو مخرج باهاماسي، ولد في 17 أكتوبر 1980 في ناساو في باهاماس.

## وصلات خارجية
- كريم مورتيمر على موقع IMDb (الإنجليزية)
- كريم مورتيمر على موقع ألو سيني (الفرنسية)
- كريم مورتيمر على موقع أول موفي (الإنجليزية)
- كريم مورتيمر على موقع قاعدة بيانات الفيلم (الإنجليزية)
- كريم مورتيمر على موقع كينوبويسك (الروسية)